# Joaquim de Carvalho
Joaquim de Carvalho (Coímbra, 10 de junio de 1892-ibídem, 27 de octubre de 1958) fue un profesor de filosofía portugués. Ejerció en la Facultad de Artes de la Universidad de Coímbra, donde fue profesor de la disciplina de la filosofía moderna. 
Estableció las bases de la historia moderna de la cultura portuguesa, que alcanzó gran proyección nacional, especialmente a través de los textos dedicados a Platón, Hegel, Husserl y especialmente, Baruch Spinoza, de quien se convirtió en un experto de renombre internacional. 
También fue director de Prensa de la Universidad de Coímbra y alentó a la publicación de cientos de libros y varias líneas de investigación, en particular en la historia de la ciencia y pensadores portugueses. Acometió el proyecto de escribir la historia de la filosofía en Portugal.